# Árpád-házi Anna macsói hercegné
Árpád-házi Anna (1226 körül – 1285 körül) az Árpád-házból származó magyar királyi hercegnő, IV. Béla magyar király és Laszkarisz Mária királyné negyedik leánya, Rosztyiszlav Mihajlovics halicsi fejedelemmel kötött házassága révén 1247–1248 között szlavón bánné, 1254–1262 között macsói bánné, majd 1262–1271 között a Macsói bánság kormányzója.

## Élete
Árpád-házi Anna magyar királyi hercegnő valamikor 1226 környékén született IV. Béla magyar király és Laszkarisz Mária nikaiai császári hercegnő negyedik leányaként. Testvérei közül kettőt, Kinga és Margit hercegnőket szentté, másik nővéreit, Jolán hercegnőt és Konstancia hercegnőt pedig boldoggá avatták.
A tatárjárás alatt családjával Trau várába menekült. Miután Rosztyiszlav halicsi fejedelem, nem tudván megszilárdítani a hatalmát Halicsban, 1243-ban csatát vesztett a tatárok ellen, szövetséget kötött a magyar uralkodóval. Ennek értelmében a fejedelem a magyar királyi udvarba költözött, ahol is a király óhajának megfelelően feleségül vette Anna hercegnőt. A házaspárnak számos gyermeke született:
- Béla herceg (1243 körül – 1272. november), később Macsó hercege
- Mihály herceg (1245 előtt–1270), Bosznia bánja
- Anna hercegnő (1245 körül–?), előbb II. Mihály Aszen bolgár cár, majd II. Kalimán Aszen bolgár cár feleségeként Bulgária cárnéja
- Erzsébet hercegnő (?–1272 után), Mojs nádor feleségeként Magyarország nádornéja
- Kunigunda hercegnő (1245–1285), II. Ottokár cseh király feleségeként Csehország királynéja
- Agrippina hercegnő[megj 1] (1248 körül–1296), II. Leszek lengyel fejedelem feleségeként Lengyelország fejedelemnéje
- Margit hercegnő (1250–1290), apáca.

Leánya és veje helyzetének biztosítása érdekében a király több fontos pozíciót is az egykori halicsi és csernyigovi fejedelemnek juttatott. IV. Béla király 1247-ben szlavón bánná és macsói herceggé tette meg vejét, rábízva ezzel a déli országrészt. Ezt és a feszült magyar–bolgár viszonyt kihasználva Rosztyiszlav herceg felvette a bolgár cári címet is, azonban trónigényét a bolgárok sosem ismerték el. Férje 1262-ben bekövetkezett halála után az özvegyen maradt Anna hercegnő visszatért szüleihez, édesapja udvartartásába költözött gyermekeivel. Fiaira a király szintén jelentős pozíciókat osztott ki, míg leányai politikailag fontos házasságokat kötöttek külföldi uralkodókkal.
Az 1260-as években a magyar király és legidősebb fia, István herceg között elmérgesedett a helyzet, mely később háborúba torkollott. Anna hercegnő nem szívelte az öccsét, talán azért, mert a trónörökös annak idején elvette tőle a füzéri várat. A király és örököse között elhúzódó háborúskodás folyamán Anna hercegnő vált a királyi udvartartás István-ellenes tagjainak vezetőjévé. A hercegnő „fogta össze azokat a családtagokat, akik megértést tanúsító engedelmességgel és tisztelettel viseltettek az agg családfő és uralkodó iránt”. Szintén nagy szerepe volt abban, hogy édesapja bizalommal fordult a hercegnő veje, II. Ottokár cseh király felé, noha régebben a két uralkodó háborúban állt.
IV. Béla király a halála előtt a cseh uralkodó védelmébe ajánlotta Anna hercegnőt mint legkedvesebb leányát: „… legédesebb leányunkat, a Ti kedves anyátokat … ha hozzátok folyamodnának, atyailag öleljétek magatokhoz, tanáccsal és segítséggel gondoljatok reájuk alkalmas időben…” A király 1270. május 3-i halálát követően az özvegy hercegnő a kincstár értékesebb kincseivel együtt veje prágai udvarába menekült. A hercegnő példáját édesapja egykori hívei is sorban követték: mindannyian tartottak az új uralkodó bosszújától. Anna hercegnő legidősebb fia például elveszítette macsói hercegi címét, mert édesanyja az elhunyt király pártjába tartozott. A hercegnő ekkor sérelmeivel IV. Orbán pápához fordult, sikertelenül. Öccse végül megegyezésre jutott a cseh királlyal, minek értelmében a kincsek a csehek birtokában maradhattak; ugyanakkor a cseh földre menekült bárókat ki kellett adniuk a magyar uralkodónak. 1273-ban, V. István halála után Anna hercegnő visszakerült a magyar udvarba: 1274–1275 között a macsói bánság kormányzói feladatait látta el. V. István beteg fiát és egyben tulajdon unokaöccsét, IV. László királyt saját maga ápolta 1275-ben.
Árpád-házi Anna hercegnő valamikor 1285 után halt meg, ismeretlen helyen.